# Лавандовий парк Порадів
Лавандовий парк Порáдів, або Порáдів Парк – приватний ландшафтний парк, розташований на північ від села Порадівка Фастівського району Київської області.  В парку представлені десятки сортів вузьколистої лаванди (Lavandula angustifolia) та лавандіну.  Територія парку становить близько 4 га.  Парк відкритий для відвідувань щороку протягом чотирьох тижнів в період квітіння лаванди (червень-липень).

## Історія
Перше експериментальне лавандове поле було засаджено в селі Порадівка в 2015 році, яку згодом перетворилось на популярну локацію для фотографування під назвою «Лавандовий Гай» . В 2018 році на схилах річки Берберихи на північ від села був закладений новий лавандовий парк.  Концепцію парку розробляла студія ландшафтної архітектури Kotsiuba .  Новий парк вперше відкрився для відвідувачів 30 червня 2021 року   .

## Про парк
За задумом, Порадів Парк – це релакс-простір, де усього за день можна зняти стрес та наповнитись енергією завдяки корисним властивостям лаванди.  В сезон роботи в парку проводяться концерти та стендапи, зайняття йогою, сеанси арт-терапії, крафтові майстер-класи, тощо.  На території парку передбачені всі зручності, працює кафе з лавандовим меню та крамничка з продукцією власного виробництва.

## Графік роботи
Парк відкритий для відвідувань кожного літа протягом чотирьох тижнів в період квітіння лаванди (червень-липень).  Години роботи парку – з 9:00 до 21:00.  Вхід на територію парку платний.